# Establo Oshiogawa (2022)

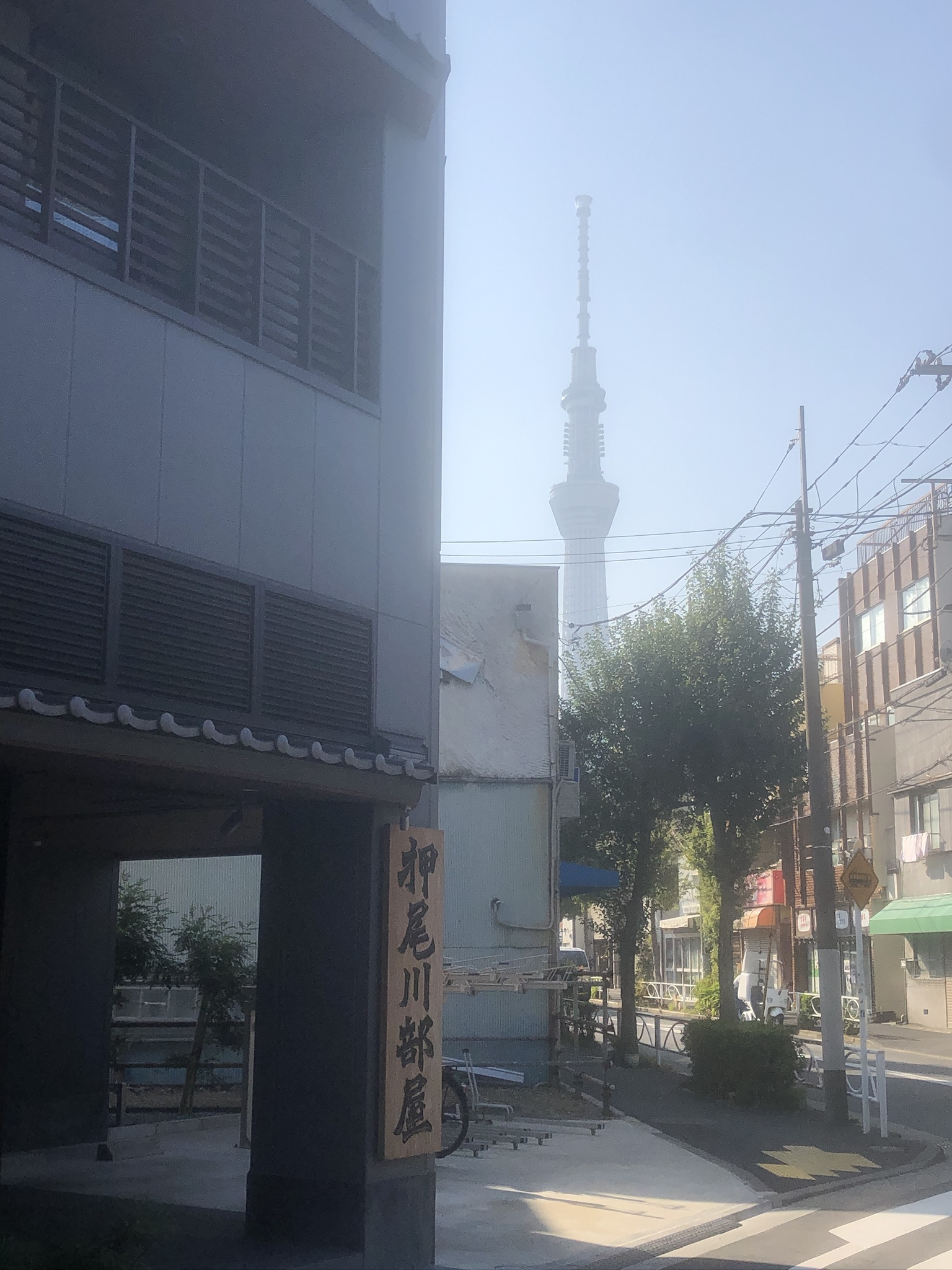
Fachada exterior del Establo Oshiogawa (2022) con el Sky Tree de fondo

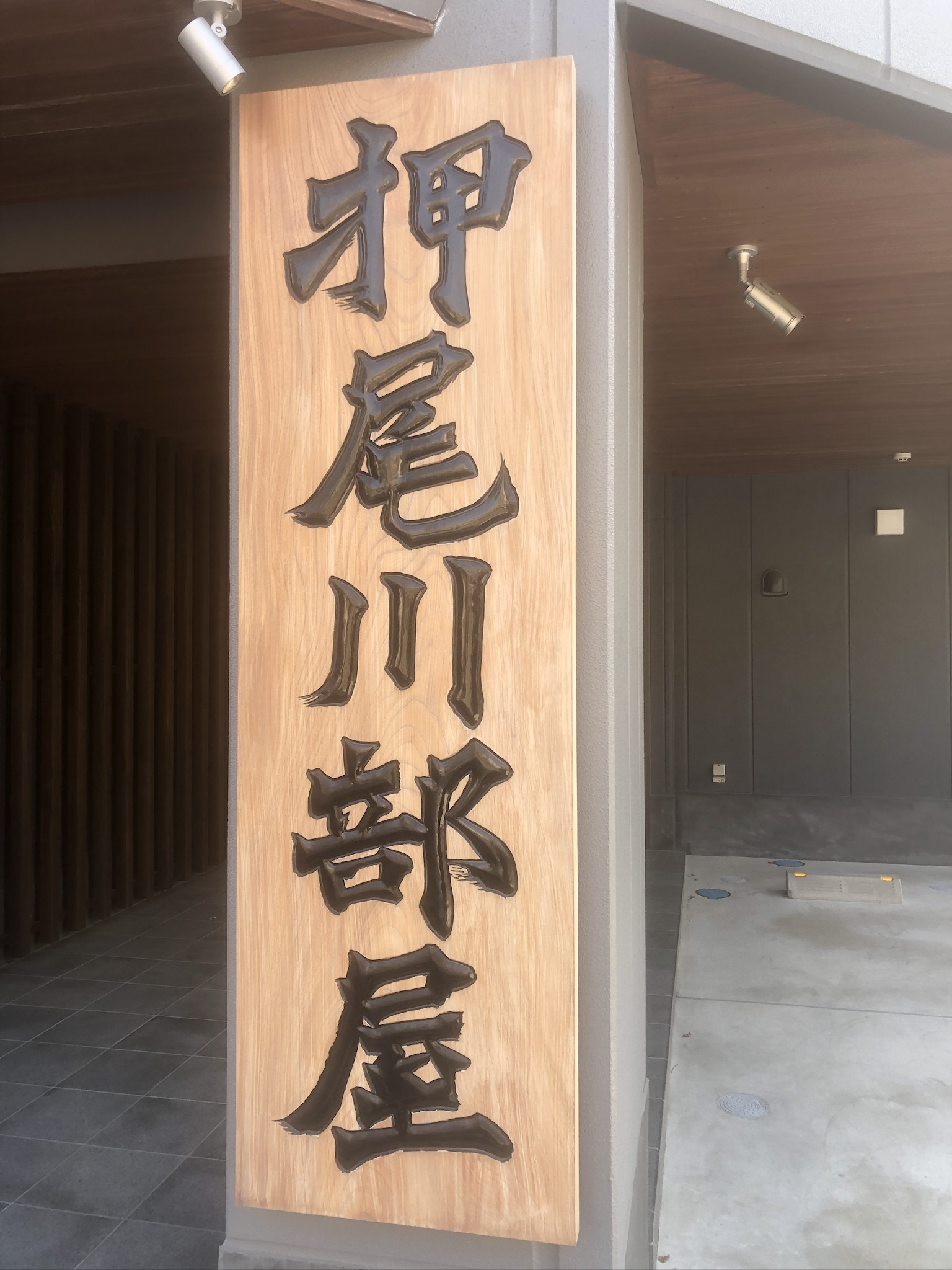
Placa de madera con el nombre del Establo Oshiogawa (2022)

El Establo Oshiogawa (押尾川部屋, Oshiogawa-beya) es un establo de entrenamiento de sumo profesional. El recinto forma parte del ichimon Nishonoseki. Fue fundado por el ex sekiwake Takekaze tras independizarse del difunto establo Oguruma, e inaugurado oficialmente en febrero de 2022. La decisión de fundar el establo Oshiogawa fue anunciada en abril de 2021 ante el inminente retiro del maestro del establo Oguruma, el ex ōzeki Kotokaze, el cual alcanzó los 65 años en abril de 2022. Para enero de 2023, el establo poseía un total de seis luchadores.

## Nombres de ring
Todos los luchadores de este establo adoptan nombres de ring o shikona con el prefijo "Kaze" (風), significando viento, y extraído del nombre del maestro y dueño del establo, el ex sekiwake Takekaze. En el establo Oguruma, el kanji era utilizado como sufijo.

## Dueños
- 2022–presente: Oshiogawa Akira (shunin, ex sekiwake Takekaze)[4]

## Luchadores activos destacados
- Yago (mejor rango: maegashira)
- Amakaze (mejor rango: maegashira)
- Kazekenō[ja] (mejor rango: jūryō)

## Entrenadores
- Oguruma Koichi (riji, ex ōzeki Kotokaze)[5]

## Asistentes
- Nishikikaze[ja] (sewanin, ex makushita, de nombre real: Yasuyuki Adachi)

## Tokoyama
- Tokogō (tokoyama de primera clase)

## Ubicación y acceso
Bunka 3-6-3, barrio especial de Sumida, Tokio. A 6 minutos caminando desde la Estación Omurai (Línea Tobu Kameido)